# État libre de Brunswick
1918–1946
Entités précédentes :
- Duché de Brunswick

Entités suivantes :
- Basse-Saxe
- Saxe-Anhalt

L’État libre de Brunswick (en allemand : Freistaat Braunschweig) est un Land du Reich allemand entre 1918 et 1946.
État fédéré situé au centre du pays, il est constitué de multiples enclaves au sein de la Prusse. Sa capitale — qui lui donne son nom — est Brunswick. 

## Histoire
Il succède au duché de Brunswick, fondé en 1815 à partir de la principauté de Brunswick-Wolfenbüttel, dont les origines remontent au XIIIe siècle.
Il est aboli de facto par le régime nazi le 14 octobre 1933, avec la nomination de Wilhelm Loeper comme gouverneur de Reich (en allemand : Reichsstatthalter). Il est rétabli par les autorités britanniques d'occupation le 24 avril 1945, avec la nomination de Hubert Schlebusch au poste de ministre-président. Ce dernier est remplacé le 7 mai 1946 par Alfred Kubel.
Le 8 novembre, le conseil de la zone britannique approuve la création d'un nouveau Land, la Basse-Saxe (en allemand : Niedersachsen), à laquelle l'État libre de Brunswick fait partie est intégré (sauf la partie orientale du comté de Blankenburg et l'exclave de Calvörde, qui rejoignent la Saxe-Anhalt en zone soviétique).
En 1970, Kubel deviendra ministre-président de Basse-Saxe.

## Dirigeants de l'État libre

### Secrétaires du Conseil des commissaires du peuple
- 1918–1919 : Sepp Oerter (de) (USPD)
- 1919–1920 : Heinrich Jasper (SPD)

### Ministres-présidents
- 1919–1920 : Heinrich Jasper (SPD)
- 1920–1921 : Sepp Oerter (de) (USPD)
- 1921–1922 : August Junke (de) (SPD)
- 1922 : Otto Antrick (SPD)
- 1922 : Heinrich Jasper (SPD)
- 1924–1927 : Gerhard Marquordt (de) (DVP)
- 1927–1930 : Heinrich Jasper (SPD)
- 1930–1933 : Werner Küchenthal (de) (DNVP)
- 1933–1945 : Dietrich Klagges (de) (NSDAP)
- 1945–1946 : Hubert Schlebusch (de) (SPD)
- 1946 : Alfred Kubel (SPD)

#### Gouverneurs
- 1933-1935 : Wilhelm Loeper (de)
- 1935-1937 : Fritz Sauckel
- 1937-1945 : Rudolf Jordan (de)